# Conrad Hans Eugster
Conrad Hans Eugster (* 17. Juli 1921 in Landquart GR; † 21. August 2012 in Uster; heimatberechtigt in Trogen) war ein Schweizer Chemiker und Hochschullehrer an der Universität Zürich (Organische Chemie, Naturstoffchemie).

## Biografie
Eugster war ein Sohn von Conrad Heinrich Eugster, Elektroingenieur, und der Marie Büsch. Er studierte nach der Matura in Chur 1941 Chemie an der Universität Zürich, an der er 1953 bei Paul Karrer promoviert wurde (Totalsynthesen von Carotinoidfarbstoffgen). 1955 habilitierte er sich in Zürich (Über das Fliegenpilzgift Muscarin), wurde dort 1963 ausserordentlicher Professor und 1969 ordentlicher Professor für Organische Chemie. 1978 bis 1980 war er Dekan der Chemiefakultät. 1988 wurde er emeritiert.
Er befasste sich mit Stereochemie und Naturstoffchemie, besonders Sekundärstoffe von Blütenpflanzen und Pilzen mit auffälligen Eigenschaften wie Carotinoide, Terpene, Rosenfarbstoffe, Alkaloide und Vitamine. Er machte bedeutende Beiträge zu deren Analytik und Synthese. Von ihm stammen rund 330 wissenschaftliche Aufsätze. Diese publizierte er zumeist in der Helvetica Chimica Acta. Thema seiner Dissertation war die erste Totalsynthese eines Carotins ({\displaystyle \beta }-Carotin). Viele Arbeiten betrafen die Muscarin-Reihe (dem Alkaloid des Fliegenpilzes) und Palustrin, dem für Vieh giftigen Hauptalkaloid von Sumpf-Schachtelhalm, mit dem er sich schon als Student bei Karrer befasste.
1954 erhielt er den Max-Hartmann-Preis der Schweizerischen Chemischen Gesellschaft. 1989 wurde er Mitglied der Norwegischen Akademie der Wissenschaften.
Mit Emile Cherbuliez gab er ab 1976 Ergänzungsbände zu Walter Karrer, Konstitution und Vorkommen der Organischen Pflanzenstoffe, heraus.
Sein Bruder Hans P. Eugster war Mineraloge, Petrologe und Geochemiker.